# Cine-Substitution

cine-Substitution: X kennzeichnet die Abgangsgruppe, Y steht für die eintretende Gruppe und R steht für einen beliebigen Rest.

Als cine-Substitution wird in der organischen Chemie ein Sonderfall von Substitutionsreaktionen an aromatischen Verbindungen bezeichnet, bei denen der neue Substituent eine benachbarte Position zur Abgangsgruppe am aromatischen Ring einnimmt.
In der Regel wird bei nukleophilen Substitutionsreaktionen das Nukleophil am selben Kohlenstoffatom gebunden, an dem sich die Fluchtgruppe (Abgangsgruppe) befindet. Allgemeiner formuliert: Der Austausch der Liganden findet am selben Zentrum statt. Einige nukleophile Substitutionsreaktionen an benzoiden (aromatischen) Verbindungen (nukleophile aromatische Substitution) laufen jedoch nicht nach diesem Prinzip ab; die eintretende Gruppe kann an einer anderen Ringposition gebunden werden als die zu Beginn von der Fluchtgruppe besetzten.
Die US-amerikanischen Chemiker Joseph F. Bunnett und Roland E. Zahler schlugen für diese Fälle den Begriff cine-Substitution vor, „from the Greek cine, to move“. Im Altgriechischen bedeutet κινεῖν kineín (Stamm: kine-) unter anderem „bewegen“. Im Deutschen sollte cine also kine gesprochen werden, analog zu Kinetik oder Kinematik (kurz Kino, vergleiche englisch cinema).
Der Begriff cine-Substitution ist eine rein phänomenologische Beschreibung, welche die Reaktion als “single process” betrachtete. In der Realität bestehen cine-Substitutionen aber aus mehreren Teilschritten und können außerdem nach unterschiedlichen Reaktionsmechanismen ablaufen. Daher ist die Klassifizierung von Reaktionen nach diesem Begriff von beschränkter Aussagekraft.

## Beispiele

### Substitionen an Halogen-nitrobenzolen (Nitro-halogenbenzolen)
Das vermutlich älteste Beispiel dieses Reaktionstyps wurde 1871 durch V. von Richter beschrieben, der fand, dass bei der Umsetzung von 4-Bromnitrobenzol mit Kaliumcyanid in Ethanol/Wasser 3-Brombenzoesäure gebildet wurde (Von-Richter-Reaktion).

### Dow-Phenolsynthese

Beispiel für eine cine Substitution: Die Dow-Phenolsynthese

Bei der von der amerikanischen Firma Dow entwickelten Phenolsynthese erfolgt die Umsetzung von Chlorbenzol mit überhitzter, wässriger Natronlauge. Ihr kommt in der heutigen präparativen Chemie allerdings nur noch eine geringe Bedeutung zu. Die Beobachtung, dass sich die Hydroxygruppe des Produkts zu 50 % am C-1-Atom des Benzolrings befand und zu 50 % an benachbarter Stelle, lässt sich anhand des Reaktionsmechanismus (siehe Abbildung) erklären.
Chlorbenzol reagiert zunächst unter Abspaltung von Chlorwasserstoff zu Dehydrobenzol, das als stark winkelgespanntes Alkin so reaktiv ist, dass es mit der Natronlauge zu (2-Hydroxyphenyl)natrium weiterreagiert. Dieses wiederum wird zu Natriumphenolat, dem Natriumsalz der konjugierten Base des Zielmoleküls Phenol, umprotoniert. Das Endprodukt Phenol wird durch Aufarbeitung des Natriumphenolats im sauren Milieu erhalten.

### Substitutionen nicht-aromatischer Verbindungen
Auch für den „anormalen Reaktionsverlauf“ der Methanolyse von 2-Brom-2,3,4-trimethylcyclobutanon in Gegenwart von Natriummethoxid wurde der Begriff benutzt. Hier wird im ersten Schritt ein Enol oder Enolat gebildet. Das nun in Allylstellung geratene Bromatom dissoziiert als Bromid-Ion. Die eintretende Methoxygruppe befindet sich aber in der 4-Position.
Dieses Beispiel zeigt, dass auch nukleophile Substitutionen von Allylverbindungen, z. B. nach dem SN2‘-Mechanismus, als cine-Substitutionen definiert werden könnten. Wie oben erwähnt, ist aber damit für das Verständnis der Reaktionen nichts gewonnen.

## Ähnliche Begriffe
Weitere, die Position der Eingangsgruppe bei aromatischen Verbindungen beschreibende Begriffe sind ipso und tele.